# Чемпионат Европы по футболу 2020 (отборочный турнир, группа F)
Жеребьёвка отборочного турнира чемпионата Европы 2020 прошла в Дублине 2 декабря 2018 года. В группу F попали сборные по футболу следующих стран: Испания, Швеция, Норвегия, Румыния, Фарерские острова и Мальта. Матчи в группе F пройдут с 21 марта 2019 по 19 ноября 2019 года.
Сборные, занявшие первые два места, выходят в финальную часть чемпионата.
Команды, которые не пройдут квалификационный групповой этап, смогут по-прежнему претендовать на финальный турнир через плей-офф лиги наций 2018/2019. Каждой лиге будет выделено одно из четырёх оставшихся мест Евро-2020. Четыре команды из каждой лиги, которые ещё не получили квалификацию для финала чемпионата Европы, будут соревноваться в плей-офф своей лиги, которые будут сыграны в марте 2020 года. Места для плей-офф будут сначала распределены на каждого победителя группы, а если команда уже прошла квалификацию в финал чемпионата Европы, то её место достаётся следующей лучшей команде дивизиона. Если же и в этом случае четверка команд будет недоукомплектована, свободные места получат лучшие команды из лиги (лиг) ниже классом, из тех, что не прошли квалификацию чемпионата Европы и не попали в плей-офф собственной лиги.

## Турнирная таблица
| Поз | Команда           | И  | В | Н | П | МЗ | МП | РМ  | О  | Квалификация                        |     | Испания | Швеция | Норвегия | Румыния | Фарерские острова | Мальта |
| --- | ----------------- | -- | - | - | - | -- | -- | --- | -- | ----------------------------------- | --- | ------- | ------ | -------- | ------- | ----------------- | ------ |
| 1   | Испания           | 10 | 8 | 2 | 0 | 31 | 5  | +26 | 26 | Квалификация в финальный раунд      |     | —       | 3:0    | 2:1      | 5:0     | 4:0               | 7:0    |
| 2   | Швеция            | 10 | 6 | 3 | 1 | 23 | 9  | +14 | 21 | Квалификация в финальный раунд      |     | 1:1     | —      | 1:1      | 2:1     | 3:0               | 3:0    |
| 3   | Норвегия          | 10 | 4 | 5 | 1 | 19 | 11 | +8  | 17 | Сборная участвует в стыковых матчах |     | 1:1     | 3:3    | —        | 2:2     | 4:0               | 2:0    |
| 4   | Румыния           | 10 | 4 | 2 | 4 | 17 | 15 | +2  | 14 | Сборная участвует в стыковых матчах |     | 1:2     | 0:2    | 1:1      | —       | 4:1               | 1:0    |
| 5   | Фарерские острова | 10 | 1 | 0 | 9 | 4  | 30 | −26 | 3  |                                     |     | 1:4     | 0:4    | 0:2      | 0:3     | —                 | 1:0    |
| 6   | Мальта            | 10 | 1 | 0 | 9 | 3  | 27 | −24 | 3  |                                     | 0:2 | 0:4     | 1:2    | 0:4      | 2:1     | —                 |        |

1. 1 2  Голы, забитые на выезде в очных встречах между командами: Фарерские острова 1, Мальта 0.

## Результаты
Расписание матчей было опубликовано УЕФА после жеребьёвки 2 декабря 2018 года в Дублине. Время указано по CET/CEST, в соответствии с правилами УЕФА (местное время, если отличается, указано в скобках).
| Мальта                      | 2:1     | Фарерские острова |
| --------------------------- | ------- | ----------------- |
| Нвоко 13′ · Борг 77′ (пен.) | (отчёт) | 90+8′ Томсен      |

| Швеция                    | 2:1     | Румыния    |
| ------------------------- | ------- | ---------- |
| Квайсон 33′ · Классон 40′ | (отчёт) | 58′ Кешеру |

| Испания                        | 2:1     | Норвегия        |
| ------------------------------ | ------- | --------------- |
| Родриго 16′ · Рамос 71′ (пен.) | (отчёт) | 65′ (пен.) Кинг |

| Мальта | 0:2     | Испания         |
| ------ | ------- | --------------- |
|        | (отчёт) | 31′, 73′ Мората |

| Норвегия                             | 3:3     | Швеция                                            |
| ------------------------------------ | ------- | ------------------------------------------------- |
| Йонсен 41′ · Кинг 59′ · Камара 90+7′ | (отчёт) | 70′ Классон · 86′ (авт.) Нортвейт · 90+1′ Квайсон |

| Румыния                                | 4:1     | Фарерские острова   |
| -------------------------------------- | ------- | ------------------- |
| Дяк 26′ · Кешеру 29′, 33′ · Пушкаш 63′ | (отчёт) | 40′ (пен.) Давидсен |

| Фарерские острова | 1:4     | Испания                                               |
| ----------------- | ------- | ----------------------------------------------------- |
| Ольсен 30′        | (отчёт) | 9′ Рамос · 19′ Навас · 34′ (авт.) Гестссон · 71′ Гайа |

| Норвегия                   | 2:2     | Румыния           |
| -------------------------- | ------- | ----------------- |
| Эльюнусси 56′ · Эдегор 70′ | (отчёт) | 77′, 90+2′ Кешеру |

| Швеция                              | 3:0     | Мальта |
| ----------------------------------- | ------- | ------ |
| Квайсон 2′ · Классон 50′ · Исак 81′ | (отчёт) |        |

| Фарерские острова | 0:2     | Норвегия        |
| ----------------- | ------- | --------------- |
|                   | (отчёт) | 49′, 83′ Йонсен |

| Мальта | 0:4     | Румыния                                |
| ------ | ------- | -------------------------------------- |
|        | (отчёт) | 7′, 29′ Пушкаш · 34′ Кипчу · 90+1′ Ман |

| Испания                                               | 3:0     | Швеция |
| ----------------------------------------------------- | ------- | ------ |
| Рамос 64′ (пен.) · Мората 85′ (пен.) · Ойарсабаль 87′ | (отчёт) |        |

| Фарерские острова | 0:4     | Швеция                                     |
| ----------------- | ------- | ------------------------------------------ |
|                   | (отчёт) | 12′, 15′ Исак · 23′ Линделёф · 41′ Квайсон |

| Норвегия                      | 2:0     | Мальта |
| ----------------------------- | ------- | ------ |
| Берге 33′ · Кинг 45+1′ (пен.) | (отчёт) |        |

| Румыния    | 1:2     | Испания                         |
| ---------- | ------- | ------------------------------- |
| Андоне 59′ | (отчёт) | 29′ (пен.) Рамос · 47′ Алькасер |

| Румыния    | 1:0     | Мальта |
| ---------- | ------- | ------ |
| Пушкаш 47′ | (отчёт) |        |

| Испания                                | 4:0     | Фарерские острова |
| -------------------------------------- | ------- | ----------------- |
| Родриго 13′, 50′ · Алькасер 89′, 90+2′ | (отчёт) |                   |

| Швеция       | 1:1     | Норвегия     |
| ------------ | ------- | ------------ |
| Форсберг 60′ | (отчёт) | 45′ Йохансен |

| Фарерские острова | 0:3     | Румыния                                 |
| ----------------- | ------- | --------------------------------------- |
|                   | (отчёт) | 74′ Пушкаш · 83′ Митрицэ · 90+4′ Кешеру |

| Мальта | 0:4     | Швеция                                                             |
| ------ | ------- | ------------------------------------------------------------------ |
|        | (отчёт) | 11′ Даниэльсон · 58′ (пен.), 71′ (пен.) Ларссон · 66′ (авт.) Агиус |

| Норвегия          | 1:1     | Испания   |
| ----------------- | ------- | --------- |
| Кинг 90+4′ (пен.) | (отчёт) | 47′ Сауль |

| Фарерские острова | 1:0     | Мальта |
| ----------------- | ------- | ------ |
| Балдвинссон 71′   | (отчёт) |        |

| Румыния     | 1:1     | Норвегия     |
| ----------- | ------- | ------------ |
| Митрицэ 62′ | (отчёт) | 90+2′ Сёрлот |

| Швеция   | 1:1     | Испания       |
| -------- | ------- | ------------- |
| Берг 50′ | (отчёт) | 90+2′ Родриго |

| Норвегия                                     | 4:0     | Фарерские острова |
| -------------------------------------------- | ------- | ----------------- |
| Региниуссен 4′ · Фоссум 8′ · Сёрлот 62′, 65′ | (отчёт) |                   |

| Румыния | 0:2     | Швеция                 |
| ------- | ------- | ---------------------- |
|         | (отчёт) | 18′ Берг · 34′ Квайсон |

| Испания                                                                                  | 7:0     | Мальта |
| ---------------------------------------------------------------------------------------- | ------- | ------ |
| Мората 23′ · Касорла 41′ · Торрес 62′ · Сарабия 63′ · Ольмо 69′ · Морено 71′ · Навас 85′ | (отчёт) |        |

| Мальта    | 1:2     | Норвегия             |
| --------- | ------- | -------------------- |
| Фенеч 40′ | (отчёт) | 7′ Кинг · 62′ Сёрлот |

| Испания                                                       | 5:0     | Румыния |
| ------------------------------------------------------------- | ------- | ------- |
| Руис 8′ · Морено 33′, 43′ · Рус 45′ (авт.) · Ойарсабаль 90+2′ | (отчёт) |         |

| Швеция                                      | 3:0     | Фарерские острова |
| ------------------------------------------- | ------- | ----------------- |
| Андерссон 29′ · Сванберг 72′ · Гвидетти 80′ | (отчёт) |                   |

## Бомбардиры
6 мячей
| - Клаудиу Кешеру |

5 мяча
| - Джошуа Кинг - Георге Пушкаш | - Робин Квайсон |

4 мяча
| - Серхио Рамос - Альваро Мората | - Родриго | - Александер Сёрлот |

3 мяча
| - Пако Алькасер - Жерар Морено - Бьорн Йонсен | - Виктор Классон | - Александер Исак |

2 мячей
| - Хесус Навас - Микель Ойарсабаль - Александру Митрицэ | - Себастиан Ларссон | - Маркус Берг |

1 мяч
| - Хосе Луис Гайа - Сауль - Санти Касорла - Пау Торрес - Пабло Сарабия - Дани Ольмо - Фабиан Руис - Кириан Нвоко - Стив Борг - Пол Фенеч | - Ола Камара - Тарик Эльюнусси - Мартин Эдегор - Сандер Берге - Стефан Йохансен - Торе Региниуссен - Ивер Фоссум - Чиприан Дяк - Александру Кипчу | - Деннис Ман - Флорин Андоне - Эмиль Форсберг - Виктор Линделёф - Маркус Даниэльсон - Себастьян Андерссон - Маттиас Сванберг - Йон Гвидетти - Якуп Томсен - Вильормур Давидсен - Клёнминт Олсен - Регви Балдвинссон |

1 автогол
| - Ховард Нортвейт (в матче с Швеция) | - Адриан Рус (в матче с Испания) | - Тейтур Гестссон (в матче с Испания) |  |

## Дисциплина
Игрок автоматически пропускает следующий матч в случаях:
- Получение красной карточки (увеличение срока дисквалификации, может быть произведено в случае серьезного правонарушения)
- Получение трех желтых карточек в трех разных матчах, а также после пятой и любых последующих желтых карточек (дисквалификация переноситься в плей-офф, но не в финал или в любые другие будущие международные матчи)

Следующие дисквалификации были получены во время квалификационных матчей:

## Комментарии
1. ↑  CET (UTC+1) для матчей в марте и ноябре 2019, а CEST (UTC+2) для всех остальных матчей.